# Daniel Wirtz
Daniel Osvaldo Wirtz Retta, conocido también como El Tuerto Wirtz (San Nicolás de los Arroyos, enero de 1958 - ibídem, 1 de febrero de 2008) fue un baterista y cantante de rock argentino. Inicialmente tuvo éxito como cantante de la banda de ska y pop La Sonora de Bruno Alberto, en particular con su hit "La Canoa". Luego de la separación de La Sonora integró como baterista las bandas de importantes artistas de renombre como Juan Carlos Baglietto, Fito Páez, Lito Vitale y Luis Alberto Spinetta. Con este último conformó el grupo Spinetta y los Socios del Desierto, con el cual editaron cuatro trabajos discográficos.

## Biografía

### Primeros años
Wirtz vivió toda su infancia y juventud en el barrio Don Bosco de San Nicolás. Con su hermano menor, Manuel Wirtz (n. 1963) escuchaban desde niños a The Beatles, Deep Purple, Led Zeppelin y The Rolling Stones, en una vieja radio que le prestaba su padre. Para comprar las pilas de la radio recolectaban diarios viejos y se los vendían a un verdulero del barrio.
A los siete años de edad, armó su primera batería debajo del duraznero del fondo de su casa. Para ello utilizó latas de dulce de batata como bombos y tambores, y las tapas de las mismas latas como platillos.
Estudió la secundaria en la ex ENET n.º 1 (Escuela Nacional de Educación Técnica n.º 1 «General Manuel N. Savio»), donde se recibió de técnico electromecánico.
A los quince años, junto a sus compañeros de secundaria Omar Balbuena (que también era su primo), Beto Traina y Luis Macarini ―todos del barrio Don Bosco― tocaban canciones de The Beatles en el techo de sus casas. Así tocaron en el salón de actos de la escuela, en el club La Emilia y luego en el Teatro Municipal.

### Carrera
Wirtz comenzó su carrera profesional en Irreal, la primera banda que lideró el rosarino Juan Carlos Baglietto y que también integraban
Sergio Sainz (en bajo eléctrico), Juan Chianelli (en teclados), Piraña Fegúndez (en percusión y flauta) y Beto Corradini (en guitarra eléctrica). En la misma ciudad de San Nicolás estudió ingeniería, pero abandonó a los pocos años. Mientras tanto, con poco más de veinte años de edad, se desempeñaba como profesor del taller de electricidad en la ex ENET n.º 1.
Durante 1982 pasó a tocar con la siguiente banda de Baglietto, donde tocaba el tecladista Fito Páez. Durante la guerra de Malvinas (abril a junio de 1982) se prohibió la difusión de música anglosajona en los medios, lo que dio un gran estímulo a la música cantada en español. Los músicos de la Trova Rosarina se instalaron en Buenos Aires, donde lograron éxito instantáneo. Wirtz siguió tocando la batería en la agrupación que acompañaba a Fito Páez, con quien grabó sus tres primeros discos: Del 63 (1984), Giros (1985) y Ciudad de pobres corazones (1987). Participó, además, del álbum doble La la lá (1986) de Fito Páez y Luis Alberto Spinetta.

### La Sonora de Bruno Alberto
Por aquellos días, Wirtz formó La Sonora de Bruno Alberto, un grupo con temas bailables y letras de doble sentido, en el que ocupó el lugar de cantante. La agrupación se completaba con César Silva (guitarra), Claudio Cicerchia (bajo), Jorge Araujo (batería), Juan Lovaglio (saxo) y Diego Di Pietri (teclados). El estilo del grupo allanó el camino para el surgimiento de bandas como Los Auténticos Decadentes, Kapanga y La Mosca. Grabaron cuatro discos: La Pérez-Troika (1988), Nada parecido (1989), Cuando debuté (1991) y Amor privatizado (1994), con canciones irónicas como «Tirá la goma» «Tú tienes que entregármelo» o «La Canoa», cuya melodía suelen utilizar muchas hinchadas de fútbol. Debido a su contenido, las letras de Wirtz fueron prohibidas varias veces por el COMFER. El grupo llegó a su pico de fama cuando participó de manera estable en el programa televisivo Ritmo de la noche (de Marcelo Tinelli).

### Otros trabajos
Paralelamente, Daniel Wirtz participó en la grabación de los dos primeros álbumes de su hermano Manuel: En funcionamiento (1987) y Mala información (1989). Además, en los años ochenta conformó ―junto con el bajista Paul Dourge― la banda de la cantante María Rosa Yorio. Wirtz lanzó al mercado sus propias baquetas de batería ―llamados Wirtz Sticks― compitiendo con marcas de prestigio mundial pero finalmente no tuvo éxito comercial.

### Spinetta y Los Socios del Desierto
En los años noventa integró brevemente el grupo de Lito Vitale, y luego se sumó al proyecto del guitarrista Luis Alberto Spinetta, con quien grabó Estrelicia MTV Unplugged (1997), y Silver Sorgo (2001). Y a la vez que trabajo en el proyecto solista de Spinetta, se unió junto con el bajista Marcelo Torres para conformar el trío Spinetta y los Socios del Desierto, con quienes grabó los álbumes Spinetta y los Socios del Desierto (1997), San Cristóforo (1998) y Los ojos (1999). En mayo de 2005, Wirtz deja el proyecto de Spinetta, debido a que le diagnosticaron cáncer de cerebro, que le causaría la muerte en febrero de 2008.

### Fallecimiento
Daniel Wirtz falleció el 1 de febrero de 2008, víctima de un cáncer cerebral. El Tuerto, que tenía 50 años, fue enterrado en San Nicolás, su ciudad natal, en una ceremonia a la que asistieron sus hermanos Manuel y Javier, y sus suegros, Marta y Francisco Querejet, además de amigos. Estaba casado con Virginia Querejet (exbailarina en Ritmo de la noche e integrante de “Las Tinellis”), con quien tenía dos hijos, Brenda y Bruno Wirtz.
El bajista Marcelo Torres ―su compañero en Spinetta y los Socios del Desierto― describió a Wirtz como «una persona muy al mango, muy activa, que estaba todo el tiempo creando personajes, vivía en una fantasía y en una creatividad constante. [Como músico] era extraordinario, un baterista potente como pocos a nivel mundial. Su manera de expresarse era tocar fortísimo. Daniel entendía la música de una manera simple pero contundente».
Juan Chianelli ―su compañero en la banda Irreal― dijo que «Daniel era una persona increíble, con mucha garra y muy divertido. Una de esas personas que transmiten energía positiva y mucha seguridad en el escenario».